# Дејвид Малет Армстронг
Дејвид Малет Армстронг (енгл. David Malet Armstrong; Мелбурн, 8. јул 1926 — Сиднеј, 13. мај 2014) је аустралијски филозоф, чији се највећи дио дјела концентрише на ум, и научну метафизику. Био је професор на Универзитету у Сиднеју, све док се није сам повукао из универзитетског живота. Његова филозофска мисао се истиче као компромис са физикалним третманом свијести и такође, по реалистичком третману универзално схваћених и прихваћених вриједности. Његово дјело и рад се сврстава у функционализам, актуализам и материјализам.
У свом дјелу „Материјалистичка теорија ума“ (енгл. A Materialist Theory of the Mind), развија једну теорију на научној бази, у којој каже да су ментална стања идентична одређеним физичким стањима. У дјелу „Универзале и научни реализам“ (енгл. Universals and Scientific Realism), као и „Шта је закон природе“ (енгл. What is a Law of Nature), заузима став по којем научно прихватљива онтологија мора садржати универзале, да би могла објаснити статус природних закона. Армстронг сматра да те исте законе треба интерпретисати као исказе, који успостављају односе зависности између универзала, прије него чисте регуларности међу особеностима. У било којем случају, Армстронг једино признаје постојање оних универзала, које су потребне за научна објашњења. Усваја један „аристотелски реализам“ (супротан оном »трансценденталном«, или »платонском« реализму), и одбија да прихвати универзале које нису материја, негирајући такође, било какву могућност постојања нематерије било гдје у простору и времену.
У скорије вријеме, се може видјети на који начин интегрише његов физикализам научне инспирације, као и његов реализам, унутар једне врсте генералне онтологије стања ствари. То се јасно види у A World of States of Affairs. У овом дјелу брани фундаментални принцип по којем, свака истина мора да буде у функцији постојања неког стања ствари, сматрајући да су таква стања, више него универзале и особености, камени темељци од којих се састоји и сама стварност. Унутар те онтологије, која умногоме подсјећа на Винтгенштајнов Трактатус, потреба и могућност се сусрећу преко принципа комбинаторике. Армстронг је ту теорију изразио у Комбинаторна теорија могућности (енгл. A Combinatorial Theory of Possibility). Ту је покушао да да економичне алтернативе са онтолошке тачке гледишта, реалистичкој концепцији коју брани Давид Левис.

## Књиге
- Berkeley's Theory of Vision, (1960)
- Perception and the Physical World, (1961)
- Bodily Sensations, (1962)
- A Materialist Theory of the Mind, (1968)
- Belief, Truth and Knowledge, (1973)
- Universals and Scientific Realism, (1978)
- The Nature of Mind and Other Essays, (1981)
- What is a Law of Nature, (1983)
- A Combinatorial Theory of Possibility, (1989)
- Universals: An Opinionated Introduction, (1989)
- A World of States of Affairs, (1997)
- The Mind-Body Problem: An Opinionated Introduction, (1999)
- Truth and Truthmakers, (2004)
- Sketch for a Systematic Metaphysics, (2010)

## Изабрани чланци
- Природа ума (The Nature of Mind), (1970. године)